# Epiplema focilloides
Epiplema focilloides är en fjärilsart som beskrevs av Arnold Pagenstecher 1884. Epiplema focilloides ingår i släktet Epiplema och familjen Uraniidae. Inga underarter finns listade i Catalogue of Life.